# 上越市立稲田小学校
上越市立稲田小学校（じょうえつしりつ いなだしょうがっこう）は、新潟県上越市稲田にある公立学校である。

## 沿革
- 1873年 - 第5中学区第36番小学校稲田校として開校（光明寺聖舎内）[2]
- 1902年 - 校舎新築現在の位置に移る。
- 1922年 - 創立 50 周年記念式典 挙行
- 1941年 - 稲田国民学校と改称
- 1942年 - 創立 70 周年記念式典 挙行
- 1947年 - 新道村立稲田小学校と改称
- 1949年 - 尾崎行雄氏（雅号は咢堂）揮毫の教育碑の建立
- 1952年 - 創立 80 周年記念式典 挙行
- 1954年 - 高田市立稲田小学校と改称
- 1971年 - 上越市立稲田小学校と改称
- 1972年 - 新潟県小学校教育研究会指定国語科研究会を記念し人魚像を建立
- 1973年 - 創立 100 周年記念式典 挙行
- 1984年 - 新校舎竣工・創立 110 周年記念行事を行う
- 1992年 - 創立 120 周年記念式典 挙行
- 2002年 - 創立 130 周年記念式典
- 2012年 - 創立 140 周年記念式典
- 2016年 - 教室棟外壁改修
- 2017年 - 教室棟トイレ・プール改修
- 2018年 - 管理棟トイレ改修
- 2020年 - 体育館改修

## 通学区域
とよば、子安、子安新田、鴨島一丁目、鴨島二丁目、鴨島三丁目、稲田一丁目、稲田二丁目、稲田三丁目、稲田四丁目、下稲田及び寺